# Wahlen in Palau 1996
Die Wahlen in Palau (General elections) wurden 1996 im pazifischen Inselstaat Palau durchgeführt um den Präsidenten und den Olbiil Era Kelulau (National Congress) zu wählen. Die erste Runde der Präsidentschaftswahlen wurde am 24. September durchgeführt, während die zweite Wahlrunde sowie die Wahlen zum House of Delegates und zum Senat am 5. November stattfanden. Alle Kandidaten traten als unabhängige an, wobei 36 Kandidaten um die 14 Sitze im Senat und 35 um die 16 Sitze im House of Delegates kämpften. Der Amtsinhaber Kuniwo Nakamura wurde als Präsident wiedergewählt, während Thomas Remengesau Jr. als Vizepräsident wiedergewählt wurde. Die Wahlbeteiligung lag bei 77 % in den Präsidentschaftswahlen am 24. September und bei 81 % am 5. November.
Zugleich mit den Wahlen wurde das Verfassungsreferendum in Palau 1996 abgestimmt.

## Ergebnisse

### Präsidentschaftswahlen

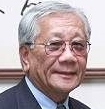
Kuniwo Nakamura

Johnson Toribiong zog seine Kandidatur vor der zweiten Wahlrunde zurück, da sein Abschneiden im Vergleich zu 1992 nicht überzeugte und, weil die Koror-Babeldaob Bridge eingestürzt war. Toribiong hatte darauf gedrungen, dass die Regierung ihre volle Aufmerksamkeit darauf richten müsste.
Kuniwo Nakamura wurde mit 6.052 Stimmen (64,33 %) gewählt. Der dritte Kandidat, Ibedul Gibbons, kam im ersten Wahlgang nur auf 1.313 Stimmen.

### Vizepräsident
Thomas Remengesau Jr. setzte sich mit 6.672 Stimmen (68,71 %) gegen seinen Konkurrenten Kione Isechal (3.038 Stimmen) durch.

### Senat
Die 14 Sitze im Senat wurden durch 9.487 Wähler gewählt.

### House of Delegates
Die 16 Sitze im House of Delegates wurden durch 9.655 Wähler ermittelt.